# Dying to Say This to You
Dying to Say This to You es el segundo álbum de estudio de la banda sueca The Sounds, fue lanzado en 2006. Fue grabado en California. El productor de este álbum fue Jeff Satzman, también productor de The Killers.
La canción "Queen of Apology" fue incluida en la banda sonora de la película Serpientes en el avión.

## Lista de canciones
1. "Song with a Mission" – 2:56
2. "Queen of Apology" – 3:05
3. "Tony The Beat" – 3:10
4. "24 Hours" – 2:40
5. "Painted by Numbers" – 3:17
6. "Night After Night" [versión acústica] – 4:12
7. "Ego" – 2:41
8. "Hurt You" – 3:51
9. "Much Too Long" – 3:05
10. "Running Out of Turbo" – 2:45

- Bonus tracks de Japón

1. "Berkley" *
2. "Goodbye 70's" - 3:36 *
3. "Tony The Beat" [Rex the Dog Radio Version] *

- Bonus tracks del Reino Unido

1. "Song with a Mission" – 2:58
2. "Queen of Apology" – 3:06
3. "Tony the Beat" – 3:22
4. "24 Hours" – 2:42
5. "Painted by Numbers" – 3:20
6. "Night After Night [versión acústica]" – 4:14
7. "Ego" – 2:43
8. "Hurt You" – 3:51
9. "Much Too Long" – 3:07
10. "Running Out of Turbo" – 3:00

[Bonus tracks *]
1. "Night After Night [Versión rock] – 3:29
2. "Rock n Roll" - 3:54
3. "Living in America" - 3.28
4. "Mine for Life" - 4:42
5. "Tony the Beat" [Rex the Dog Radio version] - 3:19
6. "Queen of Apology" [Fall Out Boy remix] - 3:09

## Posicionamiento
| Listas                   | Posición |
| ------------------------ | -------- |
| Sweden Top 60            | 8        |
| US Billboard 200         | 107      |
| US Top Independent Album | 9        |
| US Heatseekers           | 1        |
| UK                       | ?        |

- Datos: Q4345953